# Chinamiris secundus
Chinamiris secundus är en insektsart som beskrevs av Alan C. Eyles och Carvalho 1991. Chinamiris secundus ingår i släktet Chinamiris och familjen ängsskinnbaggar. Inga underarter finns listade i Catalogue of Life.